# Aculepeira escazu
Aculepeira escazu là một loài nhện trong họ Araneidae.
Loài này thuộc chi Aculepeira. Aculepeira escazu được Herbert Walter Levi miêu tả năm 1991.